# Mikołaj Dzierzgowski

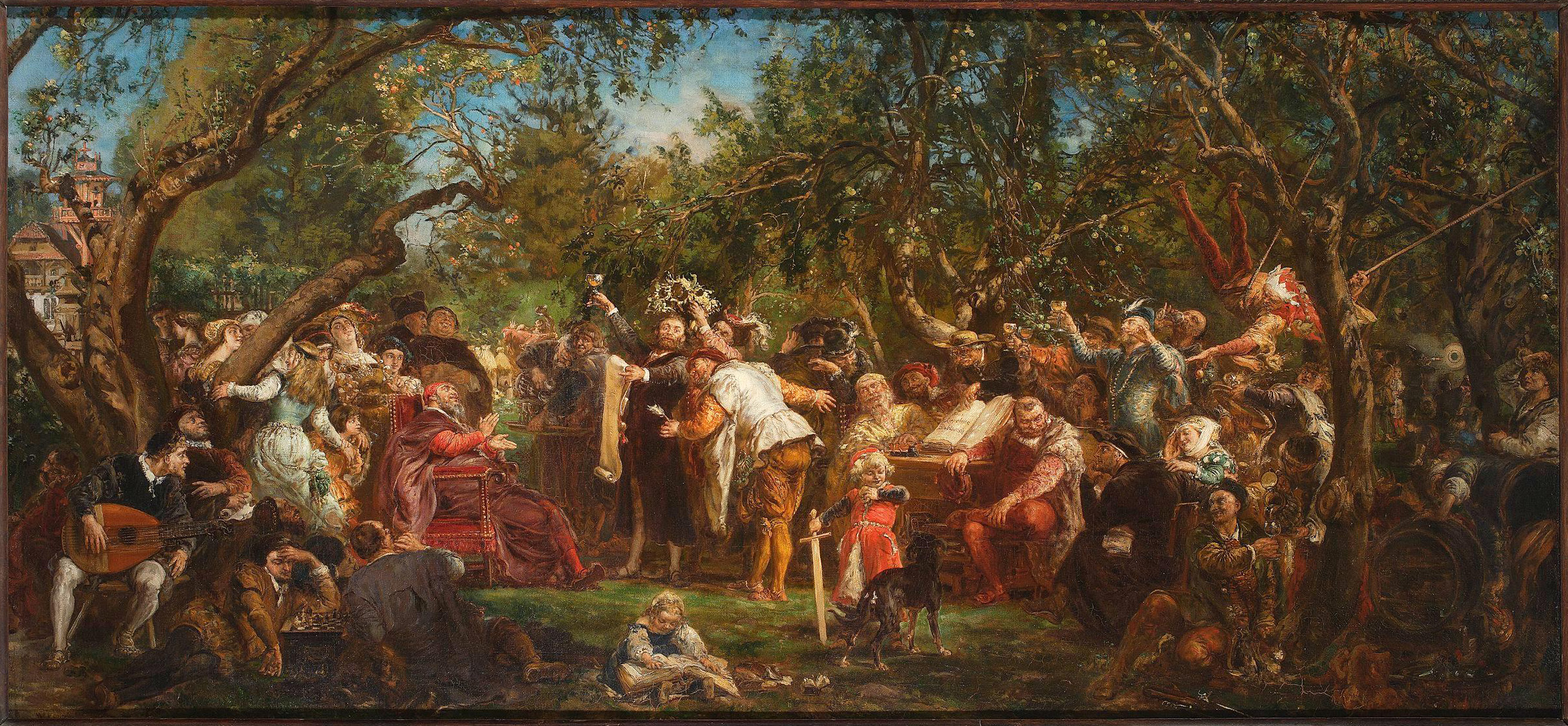
Jan Matejko Rzeczpospolita Babińska, 1881, Muzeum Narodowe w Warszawie, na obrazie Stanisław Pszonka w koronie ze słoneczników, arcybiskup gnieźnieński Mikołaj Dzierzgowski siedzi w fotelu, poeta i sekretarz królewski Andrzej Trzecieski z piórem w ręku obok Pszonki, wojewoda lubelski Piotr Firlej siedzi przy stoliku, Andrzej Frycz Modrzewski siedzi obok Firleja, Piotr Kaszowski w słomianym kapeluszu, Mikołaj Rej wsparty o stolik, ksiądz i pisarz Stanisław Orzechowski rozmawia z Rejem, jego żona Magdalena Chełmska huśta się obok, lutnista królewski Valentin Bakfark i lekarz-filozof Sebastian Petrycy siedzą na lewo pod drzewem, Jan Kochanowski z kronikarzem Marcinem Bielskim grają w szachy, heraldyk Bartosz Paprocki siedzi roześmiany za grającymi w szachy, ze wzniesionymi kielichami stoją magnaci: Jan Łaski, Mikołaj Oleśnicki i stolnik sandomierski Stanisław Lupa Podlodowski

Mikołaj Dzierzgowski herbu Jastrzębiec (ur. ok. 1490, zm. 18 stycznia 1559) – arcybiskup gnieźnieński i prymas Polski, biskup chełmski, biskup kamieniecki, biskup kujawsko-pomorski, kanonik warszawski, płocki i gnieźnieński, hrabia na Dzierzgowie.

## Życiorys
Syn kasztelana ciechanowskiego Pomścibora Jeżewskiego de Dzierzgów i Zbigniewy Wilkanowskiej (inni podają Katarzyny Wilkanowskiej). W 1518 po studiach w Akademii Krakowskiej został notariuszem królewskim. Był protegowanym biskupa płockiego Andrzeja Krzyckiego. W 1528 kontynuował naukę na Uniwersytecie w Padwie. W 1541 został biskupem chełmskim, w 1543 mianowany był biskupem kujawskim, w 1545 objął arcybiskupstwo gnieźnieńskie.
Obok Jana Łaskiego był przywódcą antyhabsburskiego stronnictwa narodowego. 7 grudnia 1550 w katedrze na Wawelu ukoronował królową Barbarę Radziwiłłównę. 30 lipca 1555 tamże dał ślub i koronował Katarzynę Habsburżankę. Zwalczał szerzącą się wówczas w Polsce apostazję. Zagrożony zwołaniem przez Zygmunta II Augusta soboru narodowego, zwołał w Warszawie zjazd biskupów. W 1556 roku zorganizował kontrreformacyjny Synod w Łowiczu, na którym między innymi potępiono Dorotę Łazęcką (spaloną żywcem na stosie 1 czerwca 1556 roku) oraz trzech innych Żydów którzy rzekomo z dostarczonej przez nią hostii wytoczyli butelkę krwi.    Pod jego wpływem Zygmunt August wydał 13 stycznia 1557 edykt przeciwko nowinkarzom religijnym, godzący w protestantów.
Uwieczniony na obrazie Jana Matejki pt. Rzeczpospolita Babińska.